# ارنست کوهنل

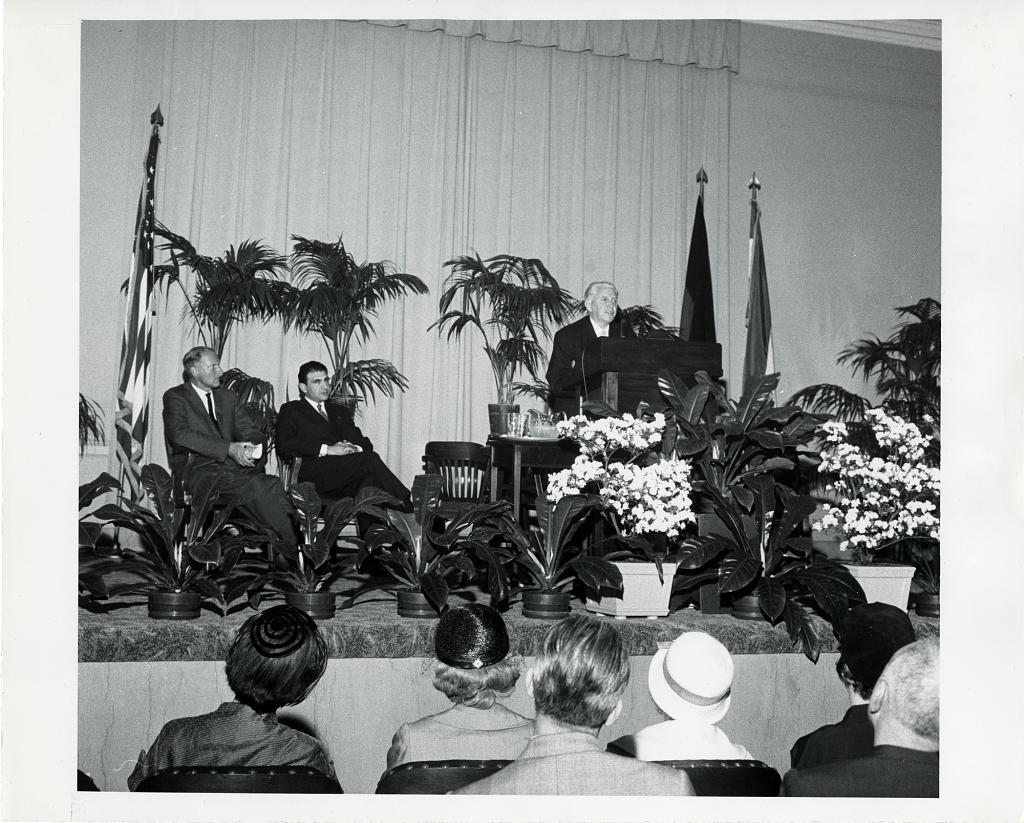
ارنست کوهنل در حال سخنرانی در کنار اردشیر زاهدی در مراسم دریافت مدال فریر - ماه مه ۱۹۶۰

ارنست کوهنل (۱۹۶۴–۱۹۸۲) یک مورخ هنر آلمانی بود که در هنر اسلامی تخصص داشت. وی به دلیل تحقیقاتش در مورد ارتباط هنر اسلامی و قبطی، به ویژه در منسوجات، مشهور بود.
او در پاریس، وین، مونیخ و هایدلبرگ در رشته‌های حقوق، فلسفه، باستان‌شناسی، زبان‌های شرقی و زمین‌شناسی درس خواند.
کوهنل از سال ۱۹۳۱ تا ۱۹۵۱ به عنوان مدیر موزه هنرهای اسلامی (بخشی از موزه‌های دولتی برلین) و از ۱۹۳۵ تا ۱۹۵۴ استاد دانشگاه برلین بود. وی همچنین مشاور موزه نساجی در واشینگتن دی سی بود.
وی در ۱۹۳۴ در جشن هزارهٔ فردوسی در تهران شرکت کرد.

## آثار
از آثار او می‌توان به مینیاتور در شرق اسلامی (برلین، ۱۹۲۲)، هنرهای زیبای اسلامی (برلین، ۱۹۲۵)، معماری اسلامی (۱۹۲۸)، هنر خوشنویسی اسلامی (۱۹۴۲)، مینیاتورهای ایرانی (۱۹۵۹) و هنر اسلامی (۱۹۶۲) اشاره کرد.